# Chlosyne fabricii
Chlosyne fabricii är en fjärilsart som beskrevs av Higgins 1960. Chlosyne fabricii ingår i släktet Chlosyne och familjen praktfjärilar. Inga underarter finns listade i Catalogue of Life.